# Vackermyren
Vackermyren är ett naturreservat i Strömsunds kommun i Jämtlands län.
Området är naturskyddat sedan 2017 och är 120 hektar stort. Reservatet består av fyra våtmarker i form av rikkärr, där Vackermyren är ett. Reservatet består i övrigt av granskog.
Inte på något annan ställe i Europa än i Jämtland finns det så många orörda kalkkärr och extremrikkärr. Det finns mer än 2 300 rikkärr i Jämtland. På grund av kalken växer det mycket orkidéer i Vackermyrens naturreservat. Under sommaren blommar bortåt 15 olika orkidéarter i reservatet. Det är guckusko i mängd under försommaren, och senare blommar bland annat ängsnycklar, blodnycklar och lappnycklar. Området är spångat och därför lätt att besöka.